# 중화민국 내정부

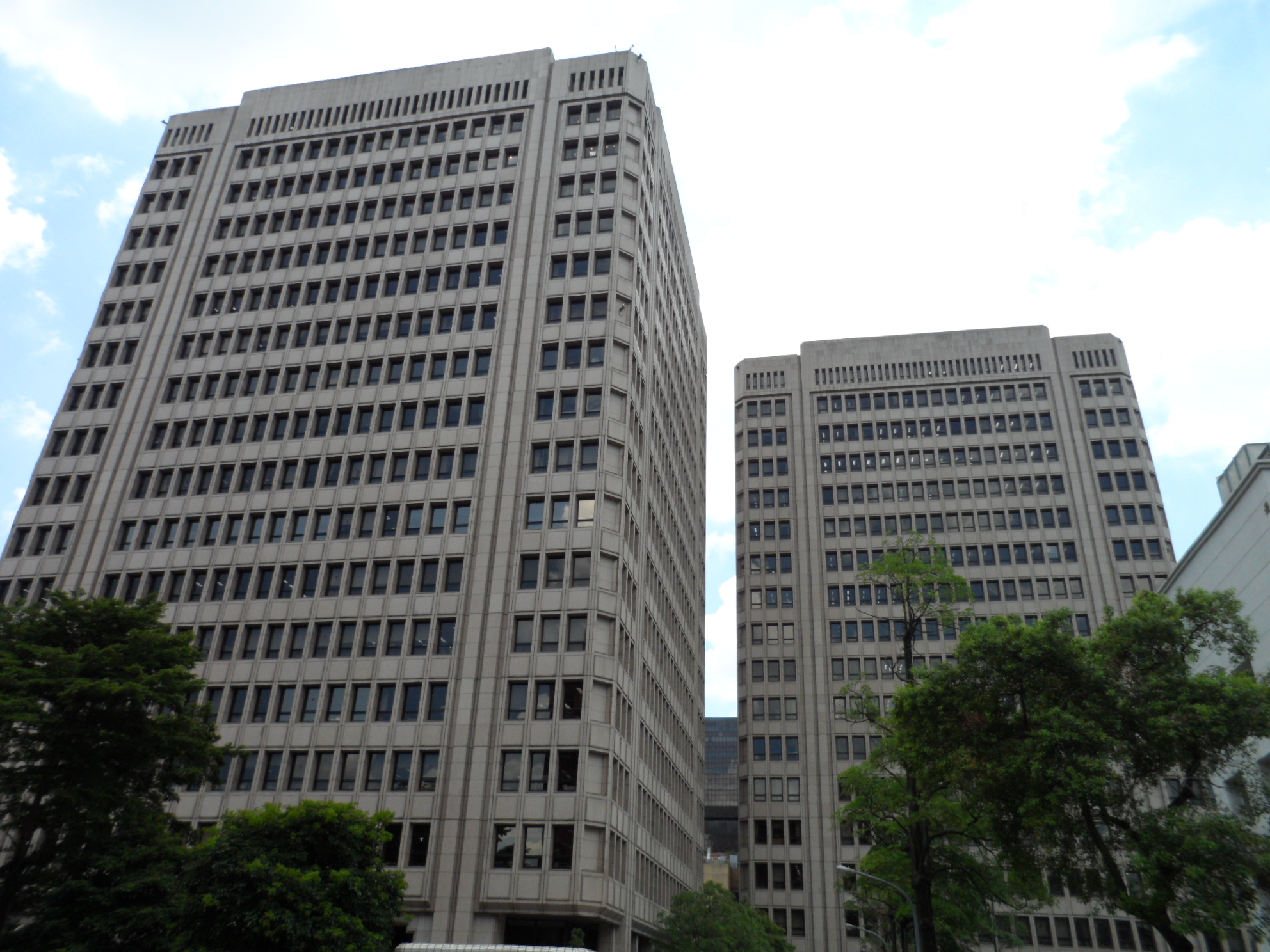
중화민국 내정부

중화민국 내정부(중국어: 中華民國內政部, 병음: Zhōnghuá Mínguó Nèizhèngbù 종화민궈 네이정부[*])는 중화민국 행정원에 속해 있는 행정 사무 담당 부서이다. 본사는 타이베이에 위치해 있다. 내정부에서 제일 높은 계급의 사람을 내정부장이라고 한다. 주로 치안 유지, 토지 관리 등의 업무를 맡고 있다.

## 미래조직규획
하위기관
- 경정서
  - 타이완 경찰 전과학교
  - 경찰라디오방송
  - 형사경찰국(zh:內政部警政署刑事警察局)
  - 중앙경찰대학(중국어판)
- 소방서
- 입출국급이민서(구 이민서)(zh:內政部入出國及移民署)
- 역정서

## 주소
臺灣臺北市中正區徐州路5號

## 같이 보기
- 중화민국 행정원